# Heglitzer Zuggraben
Der Heglitzer Zuggraben ist ein Schloot auf dem Gebiet der Stadt Wittmund im Landkreis Wittmund in Ostfriesland. Es entspringt in Heglitz und mündet südlich von Poggenkrug in die Poggenkruger Leide.